# Внутри моей памяти
«Внутри моей памяти» («Моё внутреннее „я“»; англ. The I Inside) — психологический триллер режиссёра Роланда Сузо Рихтера по пьесе Майкла Куни «Точка смерти». Фильм продолжает череду лент об амнезии, ставшей следствием катастрофы, но позволяющей главному герою неоднократно заново проживать ключевые моменты его жизни, когда он путешествует во времени и пытается изменить ход событий и собственную судьбу (эффект бабочки).

## Сюжет
Саймон Кейбл просыпается на больничной койке, абсолютно не помня, что произошло за два последних года. Доктор Ньюман постепенно вводит его в подробности последних месяцев его биографии. Пациент не помнит собственной свадьбы, и оттого его супруга Анна кажется ему чужой. Он не подозревает, что его единственный брат погиб. Более того, что он каким-то образом виновен в его гибели. Так, по крайней мере, утверждает его новая жена Анна, когда они остаются наедине. Но зато, по словам той же супруги, у Саймона есть любовница, которую страстно ненавидит жена и которую Саймон, судя по всему, любил. Эффектной пощёчиной Анна пытается излечить ложную, по её мнению, амнезию мужа.
Но сначала Саймону надо пройти томографию, которая позволит понять, насколько серьёзна амнезия и готов ли его мозг после аварии восстановиться в полном объёме. Пока его готовят к исследованию, неизвестный в хирургической ватно-марлевой повязке вкалывает ему инъекцию какого-то препарата.
Саймон снова уходит в забытье. Но очнувшись, не узнаёт окружающих. Вместо доктора Ньюмана его ведёт врач по имени Труман. А та женщина, что, по словам Ньюмана, была его женой, всего-навсего — медсестра. И что на дворе всё ещё двадцатый век и прошлое тысячелетие, то есть два года в его жизни не потеряны. Но главное, что он находится в тех же стенах больницы, в которой был при прежнем пробуждении.
Саймон пытается безуспешно убедить всех, что он не сумасшедший и что он уже здесь был. Это вызывает справедливое неудовольствие соседей по палате, и в сердцах тяжело больной лежачий мистер Трэвитт называет Саймона психом.
Но наступает новая фаза забытья, и Саймон оказывается вновь в 2002 году. Теперь ему надо доказывать прежнему врачу Ньюману, что он до пробуждения был в минувшем тысячелетии и что прежде уже лечился в этой больнице у врача Трумана. Он узнаёт, что пациент по фамилии Трэвитт действительно существовал и, более того, до сих пор лежит в другом отделении на пятом этаже. Трэвитт узнаёт в Саймоне того самого психа, чему Саймон впервые за всё время амнезии искренне радуется.
Саймон узнаёт подробности гибели брата и причину своей женитьбы: перед смертью брат пришёл в сознание и вслух произнёс имя Саймона как виновника его гибели. Пронырливая медсестра Анна записала это предсмертное откровение на диктофон и шантажом заставила Саймона жениться на ней.
Узнав о своих необычных способностях перемещаться во времени, Саймон пытается предвосхитить события рокового дня, когда он и Питер попали в аварию. Саймон снова оказывается в 2000 году накануне роковой минуты выяснения отношений с братом. Брат узнал, что его невеста Клэр любит Саймона, а Саймон отвечает ей взаимностью. Вспыхивает ссора, и, оступившись, Питер падает с лестницы. Саймон грузит в машину травмированного и потерявшего сознание Питера и везёт в больницу. Но по дороге, отвлёкшись на неожиданно очнувшегося брата, Саймон не справляется с управлением и врезается во встречную машину, за рулём которой сидела Клэр.
Внезапно Саймон вновь оказывается в доме Кейблов и встречает своего брата Питера, который после короткого приветственного диалога призывает его успокоиться, смириться со всем произошедшим: с аварией и, соответственно, гибелью самого Саймона, Питера и Клэр. Но тем не менее Питер говорит и об определённом выборе. Становится очевидно, что это место — нечто вроде Чистилища, где необходимо либо принять произошедшее в жизни, либо проиграть всю ситуацию вновь в такой же фантасмагоричной форме в надежде всё исправить. До самого выбора у героя открывается настоящая память, которая впоследствии и придала такую фантастическую форму. Оказывается, что на самом деле Анна — одна из парамедиков, которые вытащили Саймона и брата с Клэр из машины; доктор Ньюмэн — его давно скончавшийся отец; Трэвитт — случайный пациент, который был замечен умирающим Саймоном; убийца-санитар — просто образ хирурга, который откачивал главного героя; 2002 год — завуалированное время смерти 20:02. После вспышки герой делает свой выбор: он решает попробовать снова.

## В ролях
| Актёр              | Роль           |
| ------------------ | -------------- |
| Райан Филипп       | Саймон Кейбл   |
| Сара Полли         | Клэр           |
| Пайпер Перабо      | Анна           |
| Стивен Ри          | доктор Ньюман  |
| Роберт Шон Леонард | Питер Кейбл    |
| Стивен Лэнг        | мистер Трэвитт |
| Питер Игэн         | доктор Труман  |
| Стивен Грэм        | Трэвис         |
| Ракиэ Айола        | сестра Клэйтон |